# Tipula (Microtipula) trichoprocta
Tipula (Microtipula) trichoprocta is een tweevleugelige uit de familie langpootmuggen (Tipulidae). De soort komt voor in het Neotropisch gebied.